# چاینا چاو
چاینا چاو (انگلیسی: China Chow؛ زادهٔ ۱۵ آوریل ۱۹۷۴) هنرپیشه اهل بریتانیا است.
از فیلم‌ها یا برنامه‌های تلویزیونی که وی در آن نقش داشته‌است می‌توان به سل گود، ضربه بزرگ اشاره کرد.